# George Lavarca
George Lavarca   (La Concepción, 29 de novembre de 1992) és un artista plàstic i promotor cultural d'origen wayúu, del clan Jayaliyuu. Egressat en Arts Plàstiques, esment dibuix, per la Universitat del Zulia, l'any 2015.

## Biografia
Nascut a la ciutat de la Concepción, en el municipi Jesús Enrique Lossada de l'estat Zulia, de mare wayúu del clan Jayaliyuu, George Lavarca és artista plàstic graduat de la Universitat del Zulia, casa d'estudi que ho va veure desenvolupar-se com a professional en les arts i en el teixit de les seves obres. La seva infantesa va estar lligada a les labors del camp en créixer en zona rural i en fer tasques pròpies en la quotidianitat de la comunitat wayúu, com ho és el pasturatge.
La seva joventut va estar marcada pel constant moviment entre ciutats per a poder aconseguir la seva meta, la de graduar-se. Per a posteriorment traslladar-se cap a la ciutat de Caracas per a mostrar el seu treball i participar en les diverses mostres d'arts.

## Estudis
Es va graduar com a Llicenciat en Arts Plàstiques, amb menció a dibuix l'any 2015, una fita que va aconseguir gràcies al suport de familiars i amics que van veure en el seu esforç una representació propícia per rescatar i donar-li una imatge a l'art del teixit, més enllà de la part física de creació. Els seus pares es van separar sent a penes un nen, per la qual cosa la seva mare va treballar per al manteniment de la seva família, igualment George va haver de treballar des de nen per a costejar-se els seus trasllats i materials d'estudi a la Universitat. Va sofrir assetjament escolar durant la seva etapa d'adolescència en les institucions, situació que va saber controlar gràcies als valors inculcats per la seva família, i la seva mare de religió cristiana, qui li va ensenyar aquests valors.

## Vida artística
La vida artística de Lavarca comença en finalitzar la seva llicenciatura en arts i la seva participació en l'exposició col·lectiva ¨El deslletament¨ en el Museu d'Arts Contemporani del Zulia (MACZUL) l'any 2016. Després es va dedicar a fer classes d'arts, mentre també s'ocupava de participar en exposicions. L'any 2018 va participar en l'Art i Societat: Joves Creadors Veneçolans, (Centre Cultural BOD, Caracas), en el 2019 va estar participant en la mostra ¨Pels Camins Verds Veneçuela a 250 anys de Humboldt¨ (Hisenda La Trinidad Parc Cultural, Caracas) i a Wale’kerü (Aranya), 5a Residència en el Museu Alejandro Otero, La Rinconada Caracas. L'any 2020 va estar en l'exposició ¨Cuerpos Confinados¨ sala virtual Museu d'Art Contemporani del Zulia, una mostra com a narració de l'experiència de la quarantena a nivell mundial producte de la propagació del COVID-19. George Lavarca destaca en les seves obres l'art de crear a partir de materials quotidians, a més de representar amb el seu art parteix de la cosmovisió i el món simbòlic wayúu, en posar en practica els ensenyaments i la narració oral apresos de la seva àvia materna.